# Platypalpus nigrimanus
Platypalpus nigrimanus is een vliegensoort uit de familie van de Hybotidae. De wetenschappelijke naam van de soort is voor het eerst geldig gepubliceerd in 1880 door Strobl.